# Metsulfuron-methyl
Metsulfuron-methyl ist eine chemische Verbindung aus der Gruppe der Sulfonylharnstoffe und Triazine.

## Gewinnung und Darstellung
Metsulfuron-methyl kann durch Reaktion von 2-Sulfamoylmethylbenzoat mit Chlorameisensäureethylester und 2-Amino-4-methoxy-6-methyl-1,3,5-triazin gewonnen werden.

## Eigenschaften
Metsulfuron-methyl ist ein farbloser Feststoff, der löslich in Wasser ist. Er zersetzt sich rasch unter sauren Bedingungen.

## Verwendung
Metsulfuron-methyl wird als Wirkstoff in Pflanzenschutzmitteln verwendet. Es wird als Herbizid gegen zweikeimblättrige Unkräuter eingesetzt.

## Zulassung
Metsulfuron-methyl ist seit Juli 2001 in der Europäischen Union ein zulässiger Pflanzenschutzwirkstoff für Anwendungen als Herbizid.
In Deutschland, Österreich und der Schweiz sind Pflanzenschutzmittel mit diesem Wirkstoff zugelassen. In einigen Veröffentlichungen wird der Name des Wirkstoffs verkürzt als "Metsulfuron" angegeben.